# Read My Lips
«Read My Lips» (en español: Lee mis labios) es el álbum debut de la cantante británica pop Sophie Ellis-Bextor. Fue lanzado en agosto de 2001 en Europa y Australia y en septiembre del año siguiente en los Estados Unidos. La placa tuvo gran éxito comercial y buena repercusión crítica. Contiene el sencillo "Murder on the Dancefloor", que se convirtió en la canción más exitosa de Ellis-Bextor, así como uno de los hits más representativos de comienzos del 2000.

## Producción
A partir del gran éxito de "Groovejet (If This Ain't Love)", Polydor ofreció a Ellis-Bextor un contrato discográfico. Paralelamente, le fueron ofrecidos roles en Moulin Rouge! y Moby le ofreció grabar juntos. Si bien la cantante rechazó la oferta cinematográfica, sí grabó cinco canciones con Moby, aunque ninguna fue incluida en el álbum. El álbum fue producido mayormente por Marco Rakascan con algunas canciones producidas por Gregg Alexander de The New Radicals, Alex James de Blur, Steve Osborne, Matt Rowe y Gary Wilkinson, entre otros.
El álbum tiene influencias sonoras de la electrónica de los años 80 y la música disco de los años 70. La primera edición contuvo 10 canciones y en las reediciones fue ampliada con varias inéditas, remixes y una versión en vivo de "Groovejet" para las reediciones.

## Recepción comercial
Read My Lips disfrutó de un gran éxito en el mundo. Pasó varias semanas en el N° 1 de álbumes de Reino Unido, donde obtuvo la certificación de doble-platino por parte de la BPI. Llegó en el puesto N° 9 en Australia y Nueva Zelanda y al top 20 en otros países de Europa y Asia. Fue certificado disco de oro en Francia y Suiza y disco de platino en Australia, Nueva Zelanda y Europa (IFPI).
De sus sencillos promocionales los más sobresalientes son "Take Me Home (A Girl Like Me)" y "Murder on the Dancefloor", que llegaron al N° 2 y vendieron en conjunto más de 400,000 copias en el Reino Unido. Su tercer corte promocional fue un sencillo doble lado, "Get Over You" / "Move this Mountain", que llegó al N° 3 en su país y tuvo gran repercusión en Latinoamérica, y posteriormente "Music Gets the Best of Me", que llegó al N°14 en su país. Ante el éxito de los singles, el álbum tuvo varias reediciones incorporando las nuevas canciones que no estaban en la edición original.
La recepción crítica fue ambigua. Si bien se destacaron sus capacidades vocales y algunas canciones, como "Move This Mountain" y "Murder on the Dancefloor", muchos críticos consideraron que el álbum era poco cohesivo y que no estaba a la altura de "Groovejet". Para promocionar el álbum, Ellis-Bextor hizo presentaciones en numerosos programas de TV de diversos países y se embarcó en el "Read My Lips Tour", que fue retratado en el DVD Watch My Lips publicado en 2003.

## Lista de canciones
| Read My Lips (lanzamiento original - internacional) |                               |                                               |                                   |          |  |
| N.º                                                 | Título                        | Escritor(es)                                  | Productor(es)                     | Duración |  |
| 1.                                                  | «Take Me Home»                | Sophie Ellis Bextor, Bob Esty, Michelle Aller | Damian LeGassick, Jeremy Whathley | 4:07     |  |
| 2.                                                  | «Lover»                       | Ellis Bextor, Andy Boyd, Ross Newell          | Gary Wilkinson, Marco Rakascan    | 3:27     |  |
| 3.                                                  | «Move This Mountain»          | Ellis-Bextor, Ben Hillier, Alex James         | Hillier, James                    | 4:45     |  |
| 4.                                                  | «Murder on the Dancefloor»    | Ellis Bextor, Gregg Alexander                 | Matt Rowe, Alexander              | 3:50     |  |
| 5.                                                  | «I Believe»                   | Ellis-Bextor, Tommy Danvers, Jony Rockstar    | James, Hillier, Wheatley          | 4:04     |  |
| 6.                                                  | «Leave the Others Alone»      | Ellis-Bextor, Boyd, Newell                    | Rakascan                          | 4:09     |  |
| 7.                                                  | «By Chance»                   | Ellis-Bextor, Rez                             | Rakascan, Wheatley                | 4:13     |  |
| 8.                                                  | «The Universe Is You»         | Ellis Bextor, Boyd, Newell                    | Rakascan                          | 3:37     |  |
| 9.                                                  | «Is It Any Wonder»            | Ellis Bextor, Richard Hall                    | Hall, Rakascan                    | 4:25     |  |
| 10.                                                 | «Everything Falls into Place» | Ellis-Bextor, Boyd, Newell                    | Rakascan                          | 3:44     |  |
| 40:18                                               |                               |                                               |                                   |          |  |

| Read My Lips (lanzamiento original - Reino Unido) |                               |                                               |                                   |          |  |
| N.º                                               | Título                        | Escritor(es)                                  | Productor(es)                     | Duración |  |
| 1.                                                | «Take Me Home»                | Sophie Ellis Bextor, Bob Esty, Michelle Aller | Damian LeGassick, Jeremy Whathley | 4:07     |  |
| 2.                                                | «Lover»                       | Ellis Bextor, Andy Boyd, Ross Newell          | Gary Wilkinson, Marco Rakascan    | 3:27     |  |
| 3.                                                | «Move This Mountain»          | Ellis-Bextor, Ben Hillier, Alex James         | Hillier, James                    | 4:45     |  |
| 4.                                                | «Murder on the Dancefloor»    | Ellis Bextor, Gregg Alexander                 | Matt Rowe, Alexander              | 3:50     |  |
| 5.                                                | «Sparkle» (bonus track)       | Ellis-Bextor, Boyd, Newell                    | Rakascan, Wheatley                | 4:31     |  |
| 6.                                                | «Final Move» (bonus track)    | Ellis-Bextor, Boyd, Newell                    | Rakascan                          | 4:44     |  |
| 7.                                                | «I Believe»                   | Ellis-Bextor, Tommy Danvers, Jony Rockstar    | James, Hillier, Wheatley          | 4:04     |  |
| 8.                                                | «Leave the Others Alone»      | Ellis-Bextor, Boyd, Newell                    | Rakascan                          | 4:09     |  |
| 9.                                                | «By Chance»                   | Ellis-Bextor, Rez                             | Rakascan, Wheatley                | 4:13     |  |
| 10.                                               | «The Universe Is You»         | Ellis Bextor, Boyd, Newell                    | Rakascan                          | 3:37     |  |
| 11.                                               | «Is It Any Wonder»            | Ellis Bextor, Richard Hall                    | Hall, Rakascan                    | 4:25     |  |
| 12.                                               | «Everything Falls into Place» | Ellis-Bextor, Boyd, Newell                    | Rakascan                          | 3:44     |  |
| 49:33                                             |                               |                                               |                                   |          |  |

| Read My Lips (reedición 2002 - internacional) |                                                 |                                                                   |                                    |          |  |
| N.º                                           | Título                                          | Escritor(es)                                                      | Productor(es)                      | Duración |  |
| 1.                                            | «Murder on the Dancefloor»                      | Ellis Bextor, Gregg Alexander                                     | Matt Rowe, Alexander               | 3:50     |  |
| 2.                                            | «Take Me Home»                                  | Sophie Ellis Bextor, Bob Esty, Michelle Aller                     | Damian LeGassick, Jeremy Wheatley  | 4:07     |  |
| 3.                                            | «Lover»                                         | Ellis Bextor, Andy Boyd, Ross Newell                              | Gary Wilkinson, Marco Rakascan     | 3:27     |  |
| 4.                                            | «Move This Mountain»                            | Ellis-Bextor, Ben Hillier, Alex James                             | Hillier, James                     | 4:45     |  |
| 5.                                            | «Music Gets the Best of Me»                     | Ellis-Bextor, Rowe, Alexander                                     | Rowe, Alexander, Osborne, Wheatley | 3:39     |  |
| 6.                                            | «The Universe Is You»                           | Ellis Bextor, Boyd, Newell                                        | Rakascan                           | 3:37     |  |
| 7.                                            | «I Believe»                                     | Ellis-Bextor, Tommy Danvers, Jony Rockstar                        | James, Hillier, Wheatley           | 4:04     |  |
| 8.                                            | «Get Over You»                                  | Ellis-Bextor, Davis, Korpi, Johansson, Woodford                   | Rakascan                           | 4:44     |  |
| 9.                                            | «By Chance»                                     | Ellis-Bextor, Rez                                                 | Rakascan, Wheatley                 | 4:13     |  |
| 10.                                           | «Is It Any Wonder»                              | Ellis Bextor, Richard Hall                                        | Hall, Rakascan                     | 4:25     |  |
| 11.                                           | «Leave the Others Alone»                        | Ellis-Bextor, Boyd, Newell                                        | Rakascan                           | 4:09     |  |
| 12.                                           | «Everything Falls into Place»                   | Ellis-Bextor, Boyd, Newell                                        | Rakascan                           | 3:44     |  |
| 13.                                           | «Groovejet (If This Ain't Love)» (Live version) | Spiller, Ellis-Bextor, Davis, Vincent Montana, Jr., Ronnie Walker | Spiller, Wheatley                  | 4:00     |  |
| 51:12                                         |                                                 |                                                                   |                                    |          |  |

| Read My Lips (reedición 2002 - Reino Unido) |                                                 |                                                                   |                                    |          |  |
| N.º                                         | Título                                          | Escritor(es)                                                      | Productor(es)                      | Duración |  |
| 1.                                          | «Murder on the Dancefloor»                      | Ellis Bextor, Gregg Alexander                                     | Matt Rowe, Alexander               | 3:50     |  |
| 2.                                          | «Take Me Home»                                  | Sophie Ellis Bextor, Bob Esty, Michelle Aller                     | Damian LeGassick, Jeremy Whathley  | 4:07     |  |
| 3.                                          | «Lover»                                         | Ellis Bextor, Andy Boyd, Ross Newell                              | Gary Wilkinson, Marco Rakascan     | 3:27     |  |
| 4.                                          | «Move This Mountain»                            | Ellis-Bextor, Ben Hillier, Alex James                             | Hillier, James                     | 4:45     |  |
| 5.                                          | «Music Gets the Best of Me»                     | Ellis-Bextor, Rowe, Alexander                                     | Rowe, Alexander, Osborne, Wheatley | 3:39     |  |
| 6.                                          | «Sparkle» (bonus track)                         | Ellis-Bextor, Boyd, Newell                                        | Rakascan, Wheatley                 | 4:31     |  |
| 7.                                          | «The Universe Is You»                           | Ellis Bextor, Boyd, Newell                                        | Rakascan                           | 3:37     |  |
| 8.                                          | «I Believe»                                     | Ellis-Bextor, Tommy Danvers, Jony Rockstar                        | James, Hillier, Wheatley           | 4:04     |  |
| 9.                                          | «Get Over You»                                  | Ellis-Bextor, Davis, Korpi, Johansson, Woodford                   | Rakascan                           | 4:44     |  |
| 10.                                         | «By Chance»                                     | Ellis-Bextor, Rez                                                 | Rakascan, Wheatley                 | 4:13     |  |
| 11.                                         | «Is It Any Wonder»                              | Ellis Bextor, Richard Hall                                        | Hall, Rakascan                     | 4:25     |  |
| 12.                                         | «Leave the Others Alone»                        | Ellis-Bextor, Boyd, Newell                                        | Rakascan                           | 4:09     |  |
| 13.                                         | «Final Move» (bonus track)                      | Ellis-Bextor, Boyd, Newell                                        | Rakascan                           | 4:44     |  |
| 14.                                         | «Everything Falls into Place»                   | Ellis-Bextor, Boyd, Newell                                        | Rakascan                           | 3:44     |  |
| 15.                                         | «Groovejet (If This Ain't Love)» (Live version) | Spiller, Ellis-Bextor, Davis, Vincent Montana, Jr., Ronnie Walker | Spiller, Wheatley                  | 4:00     |  |
| 60:27                                       |                                                 |                                                                   |                                    |          |  |